# Folgarida

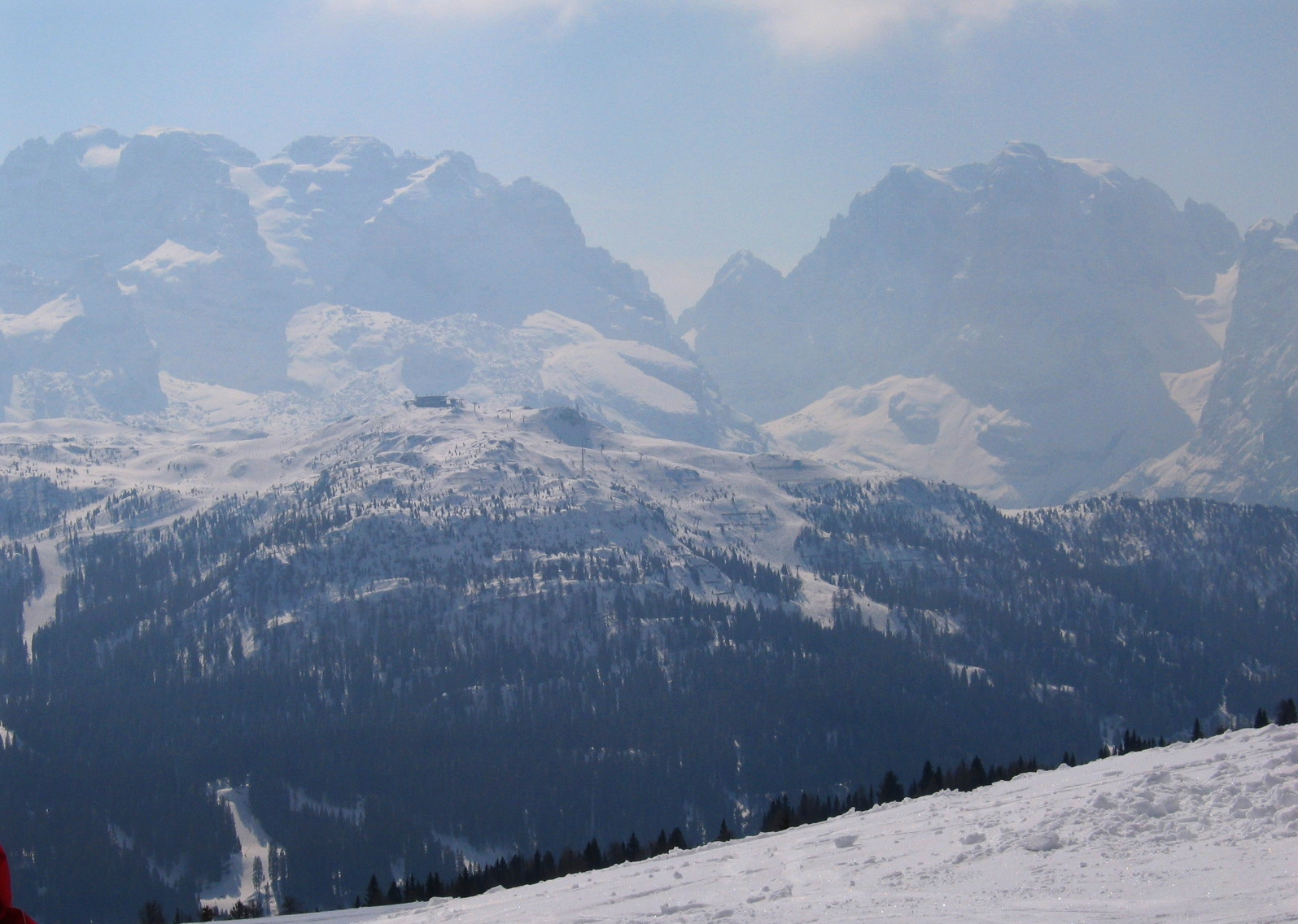
Widok z Folgaridy w kierunku Madonna di Campiglio i na Dolomity Grupy Brenta

Folgarida – mała miejscowość wypoczynkowa we Włoszech w rejonie Trydent-Górna Adyga, w gminie Dimaro, w Dolomitach należących do łańcucha Grupy Brenta. Położona jest w dolinie Val Meledrio wzdłuż drogi łączącej Val di Sole z Madonna di Campiglio.
Miejscowość leży na wysokości 1300 m n.p.m., a w 2001 roku liczyła 498 stałych mieszkańców. Jest połączona za pomocą systemu wyciągów z oddaloną o kilka kilometrów Marillevą co pozwala na oferowanie około 50 km tras narciarskich, obsługiwanych przez 24 wyciągi. Wraz z niedaleką Madonna di Campiglio oraz leżącymi trochę dalej Tonale, Folgaria, Peio i Andalo tworzy 380 km system tras narciarskich obsługiwanych przez 140 wyciągów i kolejek objętych jednym wspólnym Skipasem o nazwie 'Superskirama Dolomiti'.
Najbardziej znana trasa kończąca swój bieg w centrum miejscowości to 'Nera Folgarida', na której często odbywają się zawody w narciarstwie alpejskim. 